# Nordumfahrung Zürich
Die Nordumfahrung Zürich, auch Nordring Zürich genannt, ist ein Teilstück der Autobahnen A1 und A4 im Norden von Zürich. Es gehört mit über 100'000 Fahrzeugen zu den am stärksten befahrenen Autobahnabschnitten der Schweiz. Die Eröffnung fand am 21. Juni 1985 nach siebenjähriger Bauzeit statt.

## Geschichte
Nach der Nationalstrassenplanung von 1960 wären die A1 und die A3 in Zürich Letten mit dem Zürcher Expressstrassen-Y zusammengeschlossen worden. Gegen dieses Projekt regte sich starker Widerstand, ausserdem war bereits damals klar, dass es dem stark anwachsenden Verkehr nicht gewachsen sein würde. Es wurde deshalb 1964 das frei zu haltende Trassee für eine nördlich der Stadt verlaufende Verbindung zwischen der Autobahn von Zürich nach St. Gallen und Bern festgelegt. 1971 wurde diese Nordumfahrung zusammen mit der Westumfahrung als N20 in die Planung des Nationalstrassennetzes aufgenommen. Der Bau begann 1978.

## Beschreibung
Die Nordumfahrung führt von der Verzweigung Zürich-Nord in Richtung Westen. Mit einer 380 Meter langen Überdeckung, dem Stelzentunnel, werden die SBB-Linien von Zürich nach Schaffhausen, nach Zürich-Flughafen und nach Opfikon unterfahren. Nach dem Anschluss Zürich Seebach folgt der Parkplatz Büsisee, in dessen Nähe zwei als Biotope gestaltete Rückhaltebecken angelegt wurden. Beim Anschluss Zürich Affoltern wird die Wehntalerstrasse überquert, bevor der 3230 Meter lange Gubristtunnel durchfahren wird. Am westlichen Ende des Tunnels befindet sich der Halbanschluss Weiningen, unmittelbar bevor die Nordumfahrung am Autobahnkreuz Limmattal endet. Die Nordumfahrung verläuft grösstenteils in künstlichen Einschnitten, um die Lärmbelastung der Umgebung tief zu halten.

## Ausbauprojekt

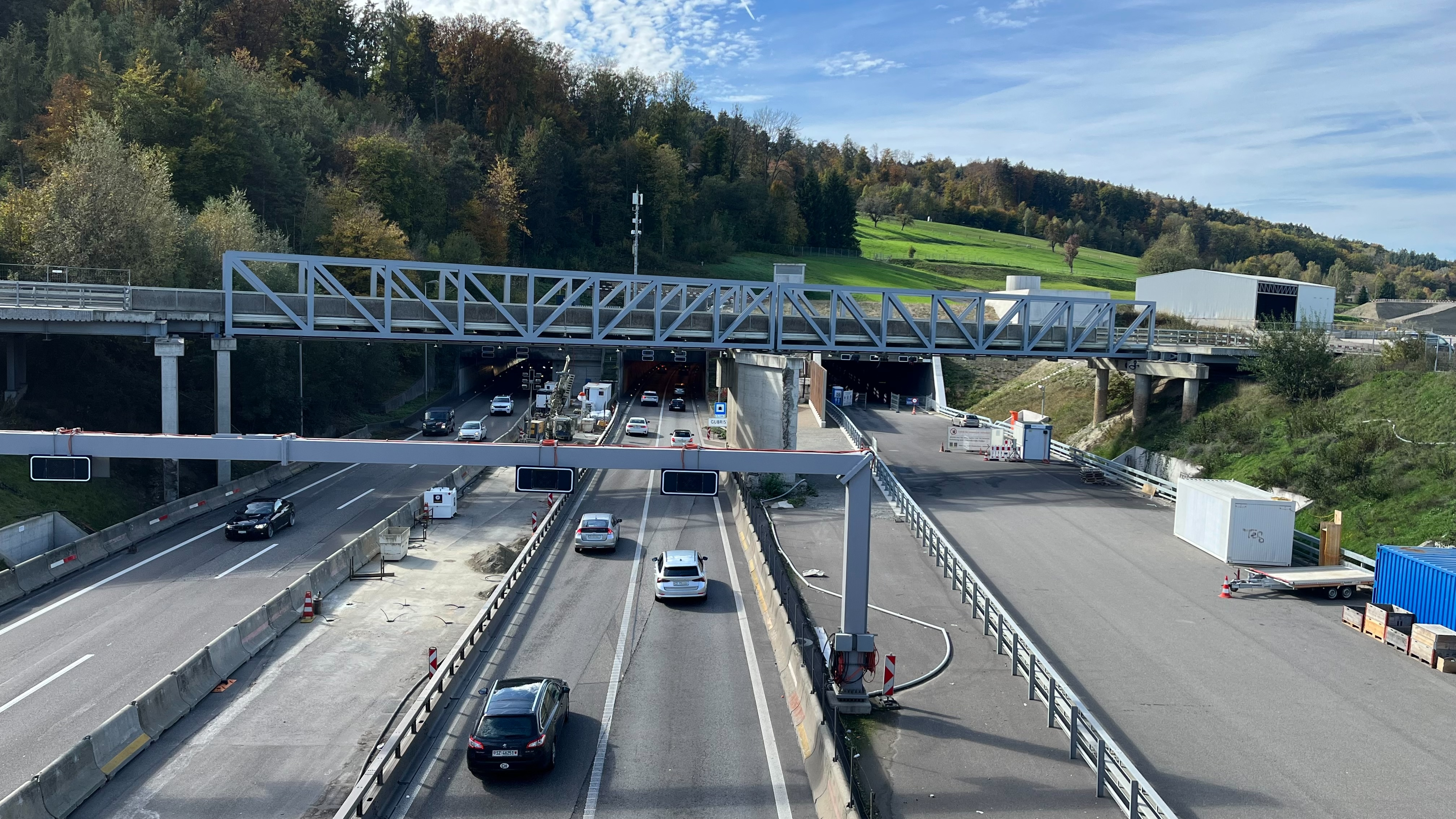
Bauarbeiten am Gubristtunnel (Regensdorf, 2022)

Kurz nach der Jahrtausendwende gelangte die Nordumfahrung bereits an ihre Leistungsgrenze. Der Autobahnabschnitt ist vor allem für den dichten Verkehr, die Staus und Unfälle bekannt. In der Umgebung der Nordumfahrung bildet sich viel Ausweichverkehr auf Kantonsstrassen, besonders wenn es zu Verkehrsstörungen auf der Nordumfahrung kommt. Die ganze Nordumfahrung soll deshalb von vier auf sechs Spuren ausgebaut werden und der Gubristtunnel mit einer dritten Röhre versehen werden. Ausserdem wird beim Katzensee ein 580 Meter langes Stück Autobahn eingedeckt. Der Ausbau kostet im gesamten beinahe eine Milliarde Schweizerfranken, wovon gut die Hälfte auf den Gubristtunnel entfällt.